# Dicranomyia interstitialis
Dicranomyia interstitialis är en tvåvingeart som först beskrevs av Alexander 1940.  Dicranomyia interstitialis ingår i släktet Dicranomyia och familjen småharkrankar.
Artens utbredningsområde är Ecuador. Inga underarter finns listade i Catalogue of Life.